# Henri La Fontaine
Henri Marie La Fontaine (Brussel·les, Bèlgica, 1854-1943) fou un advocat, polític i gestor d'informació belga que el 1913 va ser guardonat amb el Premi Nobel de la Pau.
Nasqué el 22 d'abril de 1854 a Brussel·les. Va estudiar dret a la Universitat Lliure de Brussel·les. Ben aviat va aconseguir una gran reputació i va ser considerat una autoritat en el dret internacional i va esdevenir un dels juristes més importants de Bèlgica. El 1893 va ser nomenat professor de dret a la Université Nouvelle de Brussel·les i dos anys després va ser nomenat senador pel Partit Socialista Belga. Fou vicepresident del Senat entre el 1919 i el 1932.
El 1913 va ser guardonat amb el Premi Nobel de la Pau «pels seus esforços per fomentar les bones relacions entre França i Alemanya, gràcies a la mediació belga, i per la intensa tasca pacifista desenvolupada des del 1882 com a president de l'Oficina Internacional per la Pau.»
Va ser el representant belga a l'Assemblea de la Societat de Nacions entre el 1920 i el 1921, i va formar part del Consell Interparlamentari entre el 1927 i el 1932.
Al costat de Paul Otlet va crear l'Institut international de bibliographie, conegut com la «Casa de la Documentació» al qual van desenvolupar la Classificació Decimal Universal (CDU). La Fontaine hi va realitzar treballs de referència centrats en la creació de bibliografies que recollien documents especialitzats en la pau i en les ciències socials en general. Actualment, la Federació Internacional d'Informació i Documentació s'encarrega de promoure aquesta tasca bibliogràfica i amb el temps, el nom d'aquesta institució anirà canviant segons els avenços que es facin en aquesta matèria.
Tota la seva vida, La Fontaine va defensar enèrgicament els drets de la dona i va lluitar per aconseguir la seva emancipació total. El 1878, va ser nomenat secretari electe de l'Escola Tècnica per a Dones Joves, i president de l'Associació per a l'Educació Professional de la Dona. 
Henri La Fontaine va morir el 14 de maig de 1943 a Brussel·les, Bèlgica.
Obra
Entre 1894 i 1915, va escriure gran part de la seva obra escrita dedicada al dret internacional. El seu Manuel des lois de la paix: Code de l'arbitrage va ser aprovat pel Congrés Internacional de la Pau celebrat a Anvers. El 1902 va publicar Histoire documentaire des arbitrages internationaux (1894-1900), un llibre on es poden consultar més de 368 documents sobre l'arbitratge, inclosos acords, regles de procediment, decisions i altres obres. Va ser també fundador de la revista La Vie Internationale.

## Llegat: elRépertoire bibliographique universelo l'internet de paper

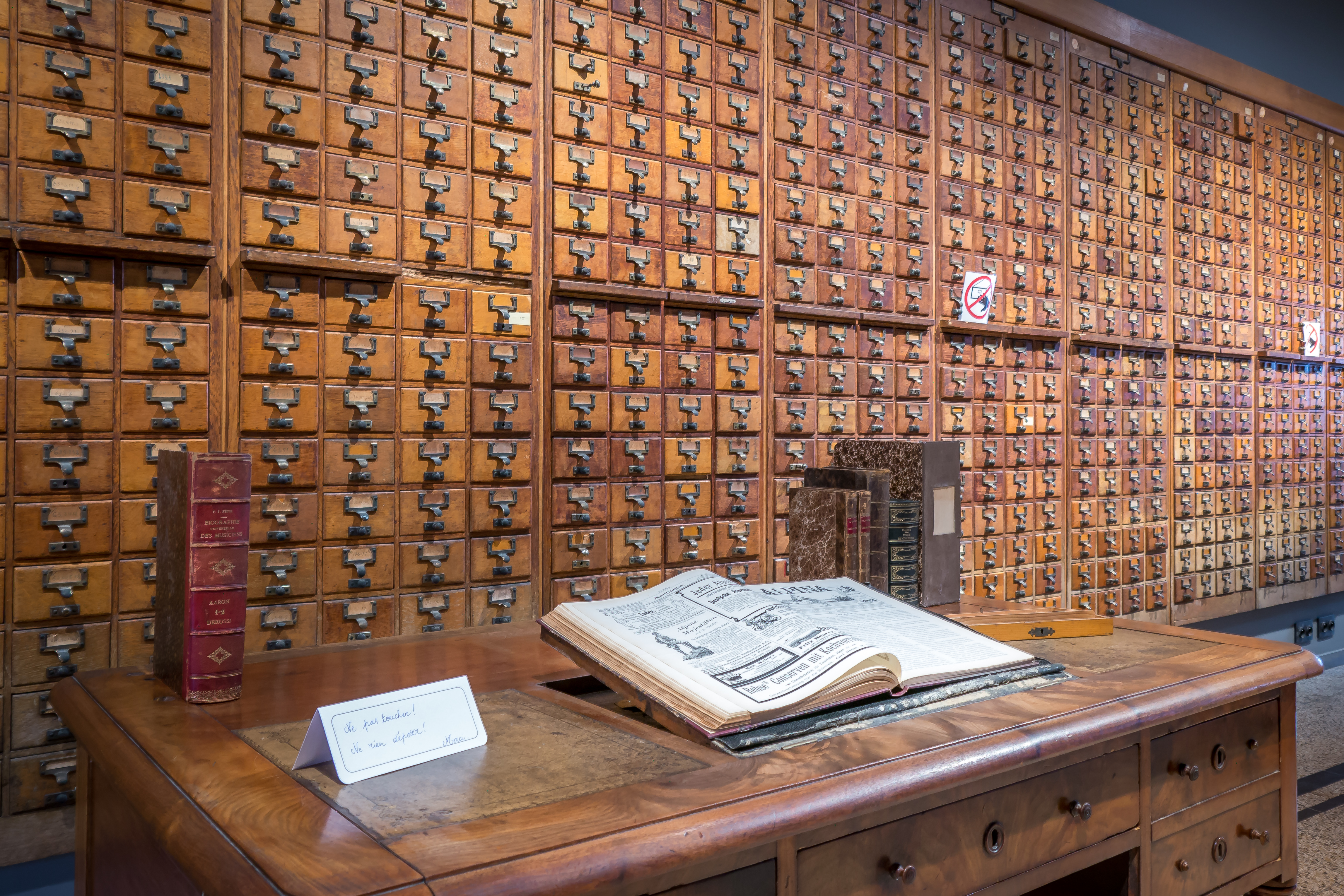
Una part dels mobles de calaixos de fitxes bibliogràfiques al museu Mundaneum

El Répertoire bibliographique universel que va crear amb Paul Otlet del 1890 fins al 1934 a l'Institut International de bibliographie a Brussel·les era un sistema de fitxes bibliogràfiques de cartró en doble: una segons l'autor del document, i la mateixa en una altra sèrie d'armaris de fitxes segons el tema del document. Al seu apogeu contenia més de 18 milions de fitxes, de les quals 12 milions es van conservar fins avui. A més contenia un repertori universal dels títols dels llibres, les publicacions periòdiques i un repertori administratiu. L'arxiu i els milions de fitxes van caure en l'oblit amb la segona guerra mundial. Després noves tècniques van reemplaçar aquest «Google de carta». Finalment el que quedava va ser restaurat i incorporat en el museu Mundaneum a Mons el 2012 amb el suport de Google, en homenatge a dues persones que el gegant de la informació considera com els seus predecessors i pioners d'internet.